# Rhadinobracon nigrocephalus
Rhadinobracon nigrocephalus är en stekelart som först beskrevs av Hedwig 1957.  Rhadinobracon nigrocephalus ingår i släktet Rhadinobracon och familjen bracksteklar. Inga underarter finns listade i Catalogue of Life.